# Günther Schmelzer
Günther Schmelzer (* 3. Juni 1922; † 2. Mai 2008) war ein deutscher Brigadegeneral.

## Karriere
Vom 1. Januar 1961 bis zum 15. Oktober 1961 war er als Hauptmann Kompaniechef der 4. Kompanie im Panzergrenadierbataillons 302.
Schmelzer war von 1967 bis 1970 Chef des Stabes der 11. Panzergrenadierdivision und danach bis 1975 Kommandeur der Panzergrenadierbrigade 32 in Schwanewede. Später wurde er stellvertretender Divisionskommandeur der 6. Panzergrenadierdivision in Neumünster. Am 1. Oktober 1982 wurde er in den Ruhestand versetzt.

## Privatleben
Nach seiner Pensionierung zog Schmelzer von Norddeutschland nach Eberbach, in dessen Stadtteil Rockenau sein Vater beheimatet war. Dort wurde er Mitbegründer und seit 14. März 1983 erster Vorsitzender des Museumsverein von Eberbach, der 1986 das Heimatmuseum der Stadt eröffnete, das 1989 als herausragendes Heimatmuseum im Regierungsbezirk Nordbaden ausgezeichnet wurde. Am 24. Oktober 1993 gab er den Vorsitz des Vereins ab. Von 1987 bis zu seinem Tod gehört er außerdem der Reservistenkameradschaft Eberbach an.

## Auszeichnungen
Schmelzer war Träger des Bundesverdienstkreuzes 1. Klasse und seit 6. Januar 1991 des Ehrenrings der Stadt Eberbach.